# Atisha

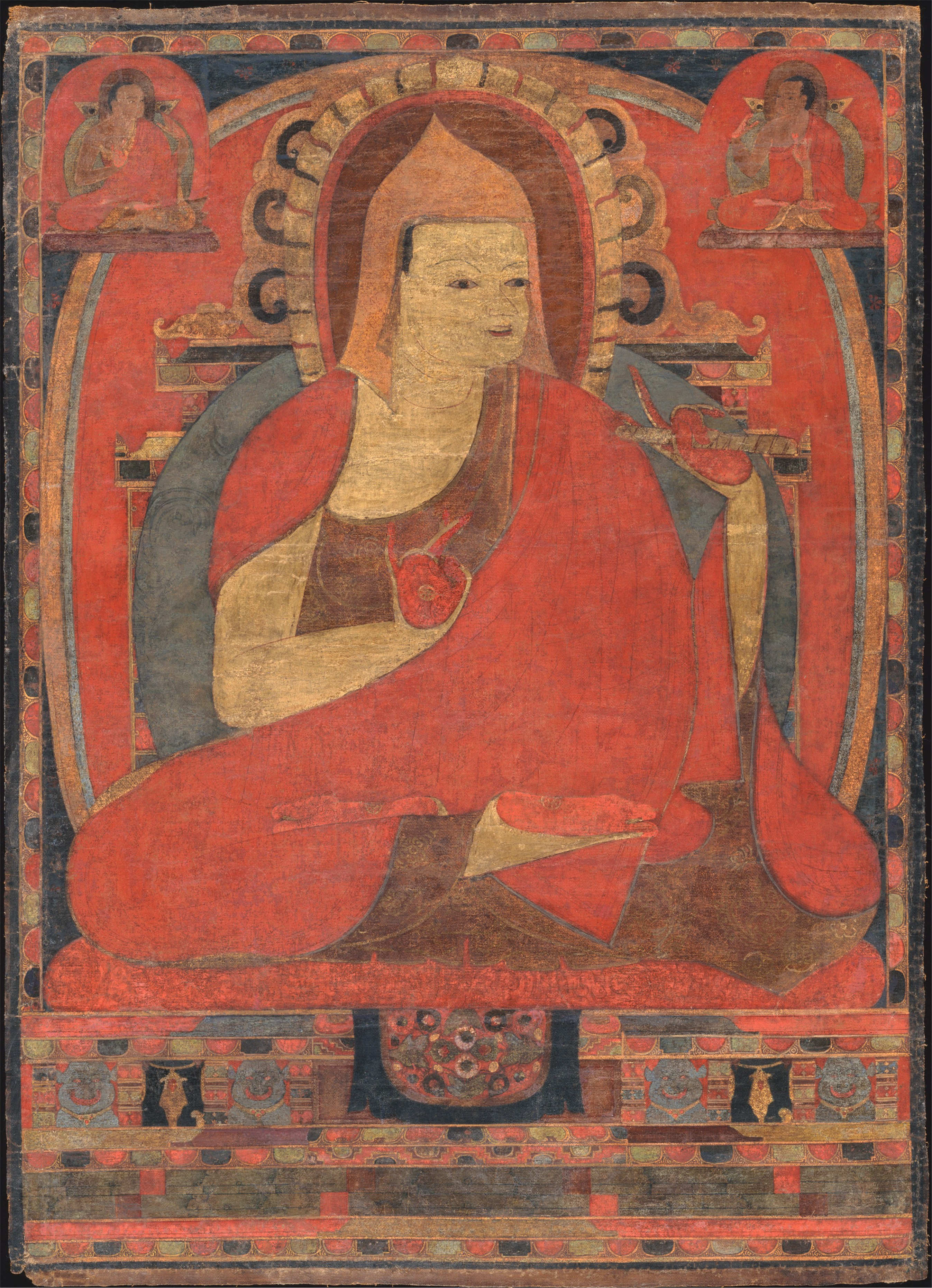
Retrato de Atisha

Atiśa Dipankara Srijñana (25 de diciembre de 982; 1054), conocido también como Atisha, Atish y Atís, fue un pandita (erudito) bengalí y un célebre abad de Vikramashila. Fue uno de los primeros maestros de la nueva tradición sarma del budismo tibetano.
En letra bengalí, su nombre completo se escribe অতীশ দীপঙ্কর শ্রীজ্ঞান.

## Reseña biográfica
Nacido en Bengala en una familia real, se dedicó a estudios religiosos, viajando a Sumatra en busca de enseñanzas. A su vuelta a India fue nombrado abad del monasterio Vikramashila.
Atisha llegó hacia 1039 al Tíbet invitado por el rey Yeshe-Ö , para ayudar al restablecimiento del budismo, muy debilitado por las persecuciones del rey Langdarma. Su llegada marca el inicio de un nuevo período en la historia del budismo en Tíbet.
Al comienzo residió tres años en el pueblo de Ngari. Con la ayuda de su discípulo Dromtonpa (འབྲོམ་སྟོན་པ) sentó las bases de la Tradición Kadampa. Luego se desplazó al Tíbet central, la región de Lhasa donde durante más de diez años trabajó activamente en la enseñanza del budismo, estableciendo las bases de la remarcable expansión que lo siguió. Aunque era personalmente partidario del  Tantra, supo mantener el balance entre la disciplina monástica y el misticismo. A donde quiera que fuese confería iniciaciones, realizaba traducciones y construía monasterios.
Murió en 1052. Sus cenizas fueron llevadas a Daca, Bangladés en 1978 y colocadas en el Dharmarajina Baudha Vihara.
Durante su vida escribió, tradujo y editó más de 200 libros, de los cuales se conservan 79 en idioma tibetano, que ayudaron al desarrollo del budismo en Tíbet. Destaca el poema Una lámpara en el camino de la Iluminación que dio origen a la tradición del Lamrim.
Atisha fue responsable de la introducción del ciclo de sesenta años en la cronología tibetana, con el primer año del primer ciclo ubicado en 1027.
Uno de sus legados más importantes fue el desarrollo de las prácticas del entrenamiento de la mente (Lojong), y la centralidad de concepto y práctica del bodhicitta en el budismo tibetano, incorporado a las cuatro escuelas: Gelug, Nyingma, Kagyu y Sakya.
Por estas razones Atisha es una figura central en la historia del budismo.
Cuando Atisha fue al Tíbet, primero visitó la ciudad de Ngari. Allí residió durante dos años e impartió numerosas enseñanzas a los discípulos de Yhang Chub O.
Transcurrido este tiempo decidió regresar a la India, pero antes de partir, Yhang Chub O le rogó que ofreciera unas enseñanzas de despedida.
Atisha contestó que ya les había dado todos los consejos que necesitaban, pero en respuesta a sus insistentes ruegos, accedió y les dio los siguientes consejos:
Qué maravilla!
Amigos, puesto que vosotros ya poseéis un gran conocimiento y un entendimiento claro, mientras que yo no soy más que un ser sin importancia y con poca sabiduría, no es adecuado que me pidáis consejo. A pesar de todo, ya que vosotros, mis queridos amigos, a quienes estimo de todo corazón, me lo habéis rogado, os daré estos consejos esenciales con mi mente inferior e infantil:
1. Amigos míos, hasta que alcancéis la iluminación, el Maestro Espiritual es indispensable; por lo tanto, confiad en vuestro sagrado Guía Espiritual.
2. Hasta que realicéis la verdad última, la escucha es indispensable; por lo tanto, escuchad las instrucciones de vuestro Guía Espiritual.
3. Puesto que no alcanzaréis el estado de Buda con un mero conocimiento del Dharma, esforzaos en la práctica con entendimiento.
4. Evitad aquellos lugares que perturben vuestra mente, y permaneced allí donde vuestra virtud se incremente.
5. Hasta que logréis realizaciones estables, las diversiones mundanas son perjudiciales; por lo tanto, morad en un lugar donde no haya tales distracciones.
6. Evitad los amigos que os hagan aumentar vuestras perturbaciones mentales y confiad en los que os ayuden a incrementar vuestra virtud. Guardad este consejo en vuestro corazón.
7. Puesto que las actividades mundanas nunca se acaban, limitad vuestras actividades.
8. Dedicad vuestras virtudes durante el día y la noche, y vigilad siempre vuestra mente.
9. Puesto que habéis recibido consejos, practicad durante el descanso de la meditación lo que vuestro Guía Espiritual os haya indicado.
10. Si os adiestráis con gran devoción, recibiréis los frutos de inmediato sin tener que esperar mucho tiempo.
11. Si practicáis de todo corazón de acuerdo con el Dharma, seréis provistos de alimentos y demás necesidades de forma natural.
12. Amigos míos, los objetos que deseáis no dan más satisfacción que beber agua salada; por lo tanto, aprended a permanecer satisfechos.
13. Evitad las mentes altivas, engreídas, orgullosas y arrogantes, y permaneced tranquilos y sumisos.
14. Evitad las actividades que, aún considerándose meritorias, en realidad, son obstáculos para el Dharma.
15. La ganancia y el respeto son los lazos que tienden los maras; por lo tanto, echadlos a un lado como si fueran piedras en vuestro camino.
16. Las palabras de alabanza y celebridad solo sirven para engañarnos; por lo tanto, libraos de ellas como si os sonarais la nariz.
17. Puesto que son efímeros, dejad atrás la felicidad, el placer y los amigos que se logran en esta vida.
18. Puesto que las vidas futuras durarán mucho tiempo, acumulad la riqueza que os asista en el futuro.
19. Tendréis que marchar dejándolo todo atrás; por lo tanto, no os apeguéis a nada.
20. Sentid compasión por los seres más sencillos y, sobre todo, evitad despreciarlos o humillarlos.
21. No sintáis apego por el amigo ni odio por el enemigo.
22. En lugar de tener celos de las buenas cualidades de los demás, imitadlas con admiración.
23. En lugar de fijaros en las faltas de los demás, fijaos en las vuestras y purgadlas como si fueran mala sangre.
24. No contempléis vuestras buenas cualidades, sino las de los demás, y respetad a todos como lo haría un sirviente.
25. Considerad que todos los seres son vuestros padres y madres, y amadlos como si fuerais su hijo.
26. Mantened siempre un rostro sonriente y una mente amorosa, y hablad con sinceridad y sin malicia.
27. Si habláis demasiado y sin sentido, cometeréis numerosos errores; por lo tanto, hablad con moderación y solo cuando sea necesario.
28. Si os involucráis en actividades sin sentido, vuestras actividades virtuosas degenerarán; por lo tanto, abandonad las tareas que no sean espirituales.
29. Es una gran necedad esforzarse por realizar actividades que carecen de sentido.
30. Si no conseguís los objetos que deseáis, es por el karma que creasteis en el pasado; por lo tanto, mantened una mente feliz y relajada.
31. Tened cuidado, ofender a los seres sagrados es peor que la muerte; por lo tanto, sed sinceros y honrados.
32. Puesto que toda la felicidad y el sufrimiento de esta vida son el resultado de acciones del pasado, no culpéis a los demás.
33. Toda la felicidad proviene de las bendiciones de vuestro Guía Espiritual; por lo tanto, corresponded siempre a su bondad.
34. Puesto que no podéis adiestrar las mentes de los demás mientras no hayáis controlado la vuestra, comenzad por dominar vuestra propia mente.
35. Puesto que, sin lugar a dudas, tendréis que partir sin las riquezas que hayáis acumulado, no cometáis acciones perjudiciales por apego a la riqueza.
36. Las diversiones que distraen carecen de esencia; por lo tanto, practicad la generosidad con sinceridad.
37. Guardad siempre una disciplina moral pura, porque gracias a ella obtendréis belleza en esta vida y felicidad en las futuras.
38. Puesto que el odio abunda en estos tiempos impuros, poneos la armadura de la paciencia, libre del odio.
39. Seguís confinados en el samsara debido al poder de la pereza; por lo tanto, encended el fuego del esfuerzo de la aplicación.
40. Puesto que esta existencia humana se malgasta perdiendo el tiempo con distracciones, ahora es el momento de practicar la concentración.
41. Bajo la influencia de las creencias erróneas no podéis comprender la naturaleza última de los fenómenos; por lo tanto, analizad los significados correctos.
42. Amigos míos, en esta ciénaga del samsara no existe la felicidad; por lo tanto, trasladaos a la tierra firme de la liberación.
43. Meditad siguiendo el consejo de vuestro Guía Espiritual y desecad el río del sufrimiento de la existencia cíclica.
44. Contemplad lo que os digo con detenimiento, porque lo que sale de mi boca no son palabras vacías, sino consejos sinceros que os doy de corazón.
45. Si practicáis de este modo, me complaceréis, seréis felices y haréis felices también a los demás.
46. Yo, que soy un ignorante, os suplico que practiquéis estos consejos de todo corazón.

Estos son los consejos que el sagrado ser, el venerable Atisha, dio al Honorable Yhang Chub O.